# Asli Bayram
Aslı Bayram (n 1 aprilie 1981 în Darmstadt), este o actriță germană, de origine turcă, care a fost aleasă Miss Germania în 2005.